# Чоконасо

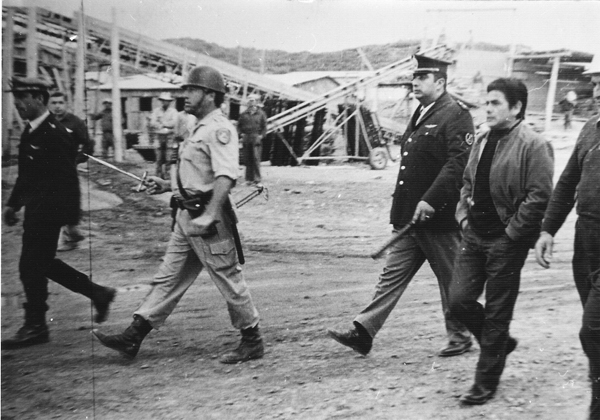
Аргентинские силовики во время «Чоконасо»

Чоконасо (исп. Choconazo) — социальный протест строителей гидроэлектростанции Эль-Чокон в провинции Неукен (аргентинская Патагония), поддержанный большинством населения. Эти события конца 1969 г. стали звеном в цепи аналогичных волнений и восстаний (коррентинасо, росариасо, кордобасо и др.) против сменявших друг друга диктаторских режимов в стране.